# 麴叡芝
麴叡芝（?—?），南北朝时麹氏高昌王族，高昌昭武王麹嘉弟弟麹冲的孙子。
麴叡芝官至右卫将军、领宿卫事。高昌《右卫将军领宿卫事麴叡芝追远寺铭》是北周麟趾殿学士、普国弟侍读朱幹为麴叡芝作。麴叡芝是当时的国王麴固的从兄，祖父镇京将军横截公、镇卫等将军田地宣穆公麹冲，父亲建武等将军、开定鄢耆龙骧等将军横截太守麹孝真，伯父左卫将军田地太守麹孝亮，亲执玉帛向北周朝贡。末为：“延昌八年（568年）岁次玄枵律中太簇上旬刊讫。”